# Vogelschutzgebiet Fiener Bruch
Vogelschutzgebiet Fiener Bruch este o arie protejată (arie de protecție specială avifaunistică — SPA) din Germania întinsă pe o suprafață de 3.667 ha, integral pe uscat.

## Localizare
Centrul sitului Vogelschutzgebiet Fiener Bruch este situat la coordonatele 52°19′05″N 12°13′01″E / 52.3181°N 12.2169°E.

## Înființare
Situl Vogelschutzgebiet Fiener Bruch a fost declarat arie de protecție specială avifaunistică în octombrie 2000 pentru a proteja 51 de specii de animale.

## Biodiversitate
Situată în ecoregiunea continentală, aria protejată nu include niciun habitat protejat.
La baza desemnării sitului se află mai multe specii protejate de  păsări (51): pescăruș albastru (Alcedo atthis), rață mică (Anas crecca crecca), Anas platyrhynchos platyrhynchos, Anas strepera strepera, Anser albifrons albifrons, gâscă cenușie (Anser anser), gâscă de semănătură (Anser fabalis), ciuf de câmp (Asio flammeus), șorecarul comun (Buteo buteo), șorecar încălțat (Buteo lagopus), egretă mare (Casmerodius albus albus), barză albă (Ciconia ciconia ciconia), barză neagră (Ciconia nigra), erete de stuf (Circus aeruginosus), erete vânăt (Circus cyaneus), erete cenușiu (Circus pygargus), porumbel de scorbură (Columba oenas), Columba palumbus palumbus, prepeliță (Coturnix coturnix), cristeiul de câmp (Crex crex), Cygnus columbianus bewickii, lebădă de iarnă (Cygnus cygnus), lebădă de vară (Cygnus olor), ciocănitoare neagră (Dryocopus martius), presură de grădină (Emberiza hortulana), șoim de iarnă (Falco columbarius), Falco peregrinus peregrinus, becațină comună (Gallinago gallinago), Grus grus grus, codalb (Haliaeetus albicilla), sfrâncioc roșiatic (Lanius collurio), sfrâncioc mare (Lanius excubitor excubitor), pescăruș râzător (Larus ridibundus), grelușel-de-zăvoi (Locustella luscinioides), Luscinia svecica cyanecula, Mergus merganser merganser, gaia neagră (Milvus migrans), gaia roșie (Milvus milvus), Numenius arquata arquata, dropie (Otis tarda), bătăuș (Philomachus pugnax), ploier auriu (Pluvialis apricaria), ploier argintiu (Pluvialis squatarola), pițigoi-pungar (Remiz pendulinus), mărăcinar (Saxicola rubetra), graur (Sturnus vulgaris), silvie porumbacă (Sylvia nisoria), fluierar de mlaștină (Tringa glareola), sturz (Turdus pilaris), pupăză (Upupa epops), nagâț (Vanellus vanellus).
Pe lângă speciile protejate, pe teritoriul sitului au mai fost identificate 1 specie de păsări.